# Fläcktråding
Fläcktråding (Inocybe maculata) är en svampart som beskrevs av Boud. 1885. Enligt Catalogue of Life ingår Fläcktråding i släktet Inocybe,  och familjen Inocybaceae, men enligt Dyntaxa är tillhörigheten istället släktet Inocybe,  och familjen Crepidotaceae. Arten är reproducerande i Sverige. Inga underarter finns listade i Catalogue of Life.

## Källor

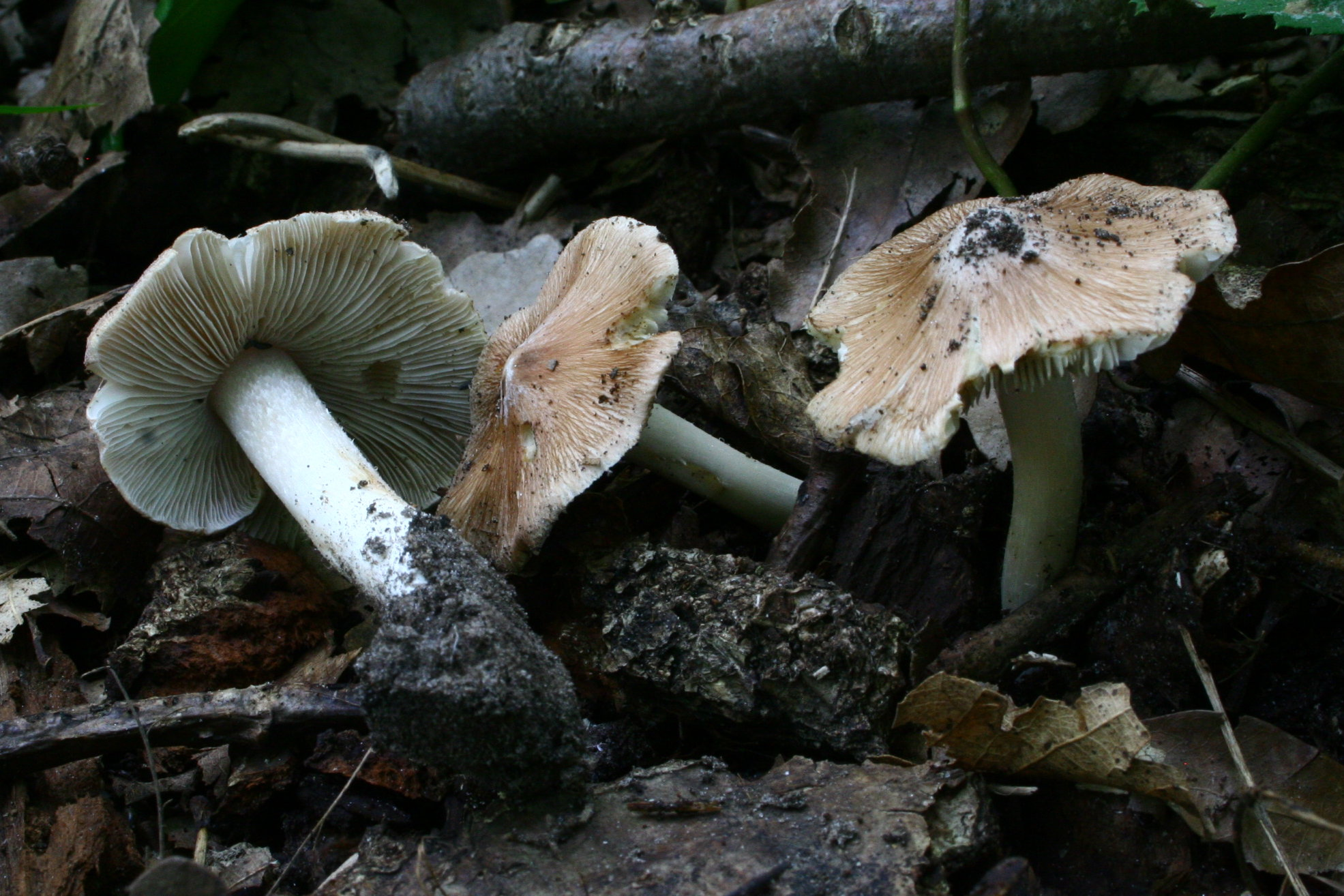
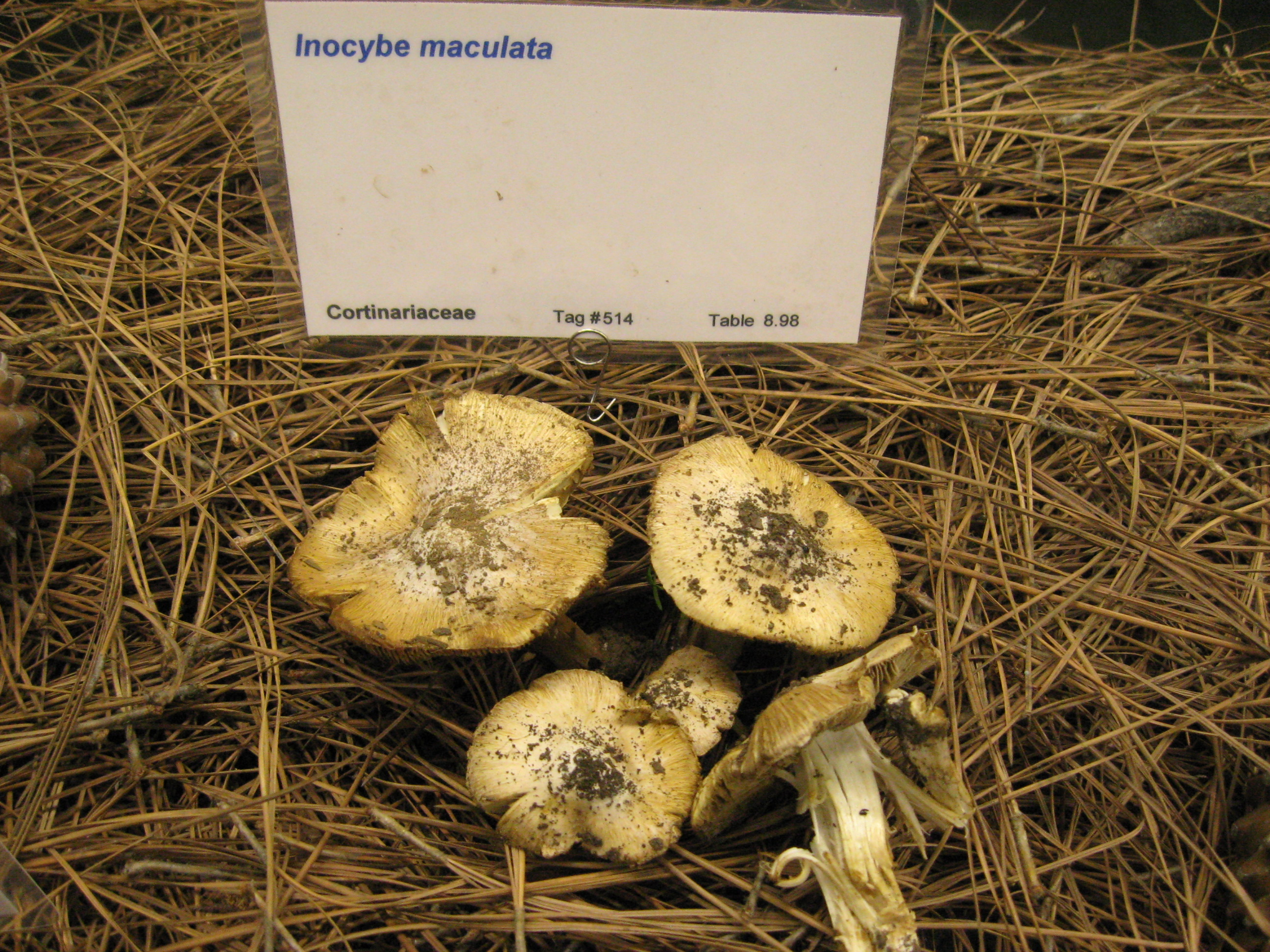
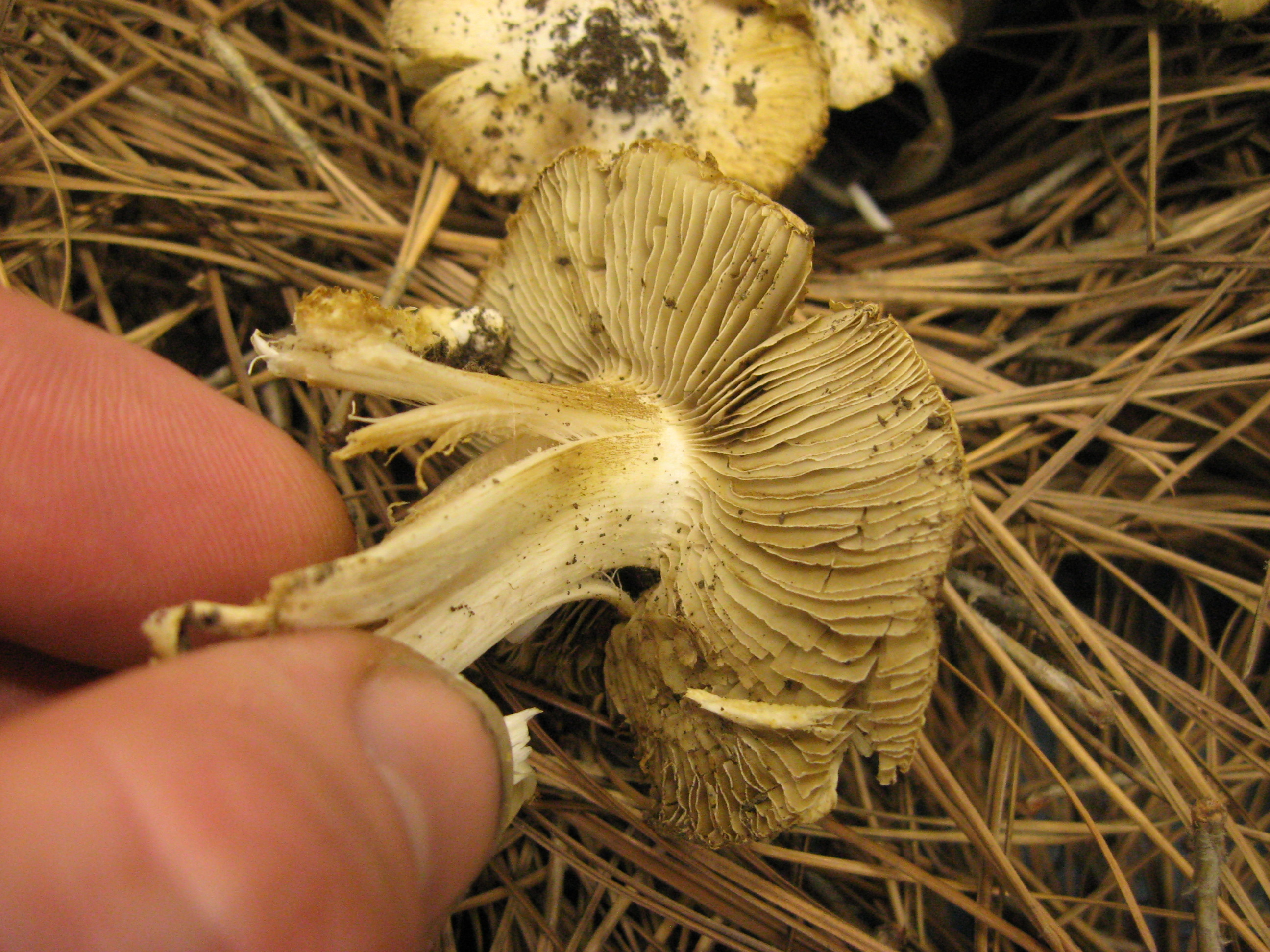
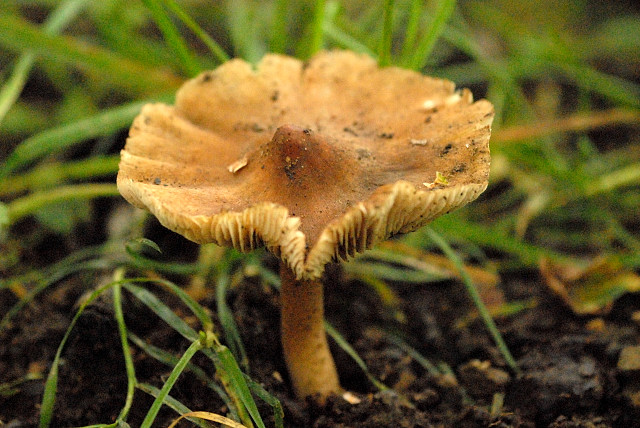
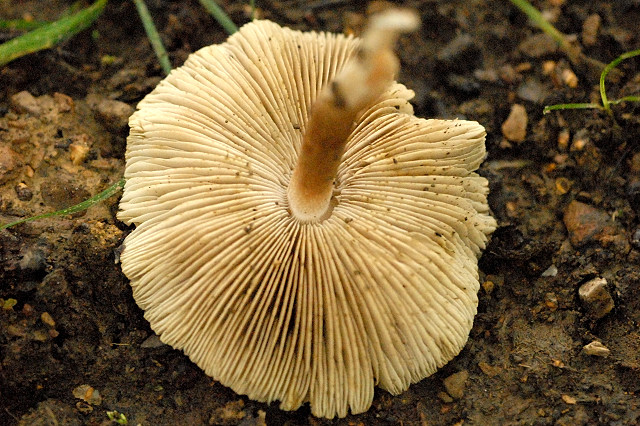
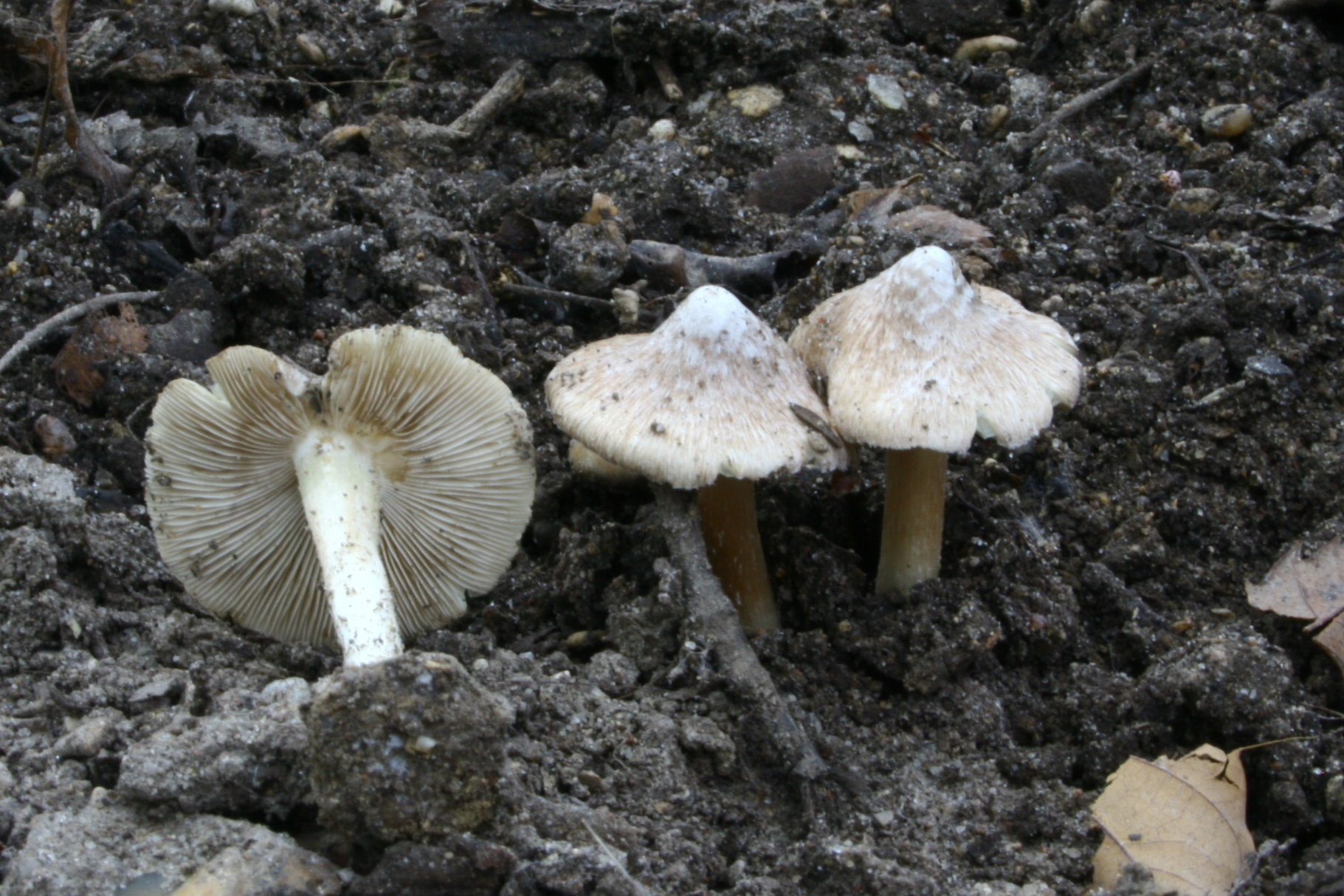